# Częstocickie Towarzystwo Fabryk Cukru
Częstocickie Towarzystwo Fabryk Cukru SA – dawna spółka akcyjna z siedzibą w Warszawie. Założona w 1826, a w 1882 r. zmieniła ustrój na spółkę akcyjną.
Częstocickie Towarzystwo posiadało dwa zakłady produkcyjne – od 1881 – Cukrownię „Częstocice” i od 1912 Cukrownię „Włostów”. W spółce udziałowej (do momentu przejęcia jej przez spółkę akcyjną) dominującą rolę odgrywał Jan Bloch. Był on też założycielem i wieloletnim kierownikiem Towarzystwa. Udziałowcami zostali m.in. Bernard Kohen, Szymon Rodzyn, Karol Strasburger, Maurycy Krause, Hipolit Cieszkowski, Wilhelm Wellisch.
W 1882 spółka dysponowała kapitałem 500 000, w 1907 – 750 000, 1910 – 1.000.000, 1913 1.600.000 rubli.

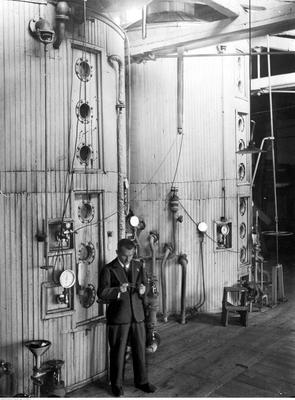
Cukrownia

Jej produkcja w latach 1911–1914 wynosiła 60 000 q cukru, a w latach międzywojennych – 30 000 q. W 1926 jej kapitał zakładowy wynosił 4 000 000 zł. W 1926 w skład zarządu wchodzili: M. Ordęga (prezes), Ludwik Pannenko, Z. Zyss, L. Hołyński i M. Wellisz. Produkcja cukru wynosiła 45 000 q, a powierzchnia plantacji – 1568 ha.
Zarząd Spółki mieścił się w Warszawie przy ul. Królewskiej 35, następnie przy Kredytowej 6, w drugiej połowie lat 30 przy Nowym Świecie 41/12. Spółka była notowana na giełdzie w Warszawie. Zakłady znajdowały się w Częstocicach k. Ostrowca Świętokrzyskiego i Włostowie koło Opatowa. W 1938 w skład zarządu wchodzili: Jan Hołyński (prezes), Leopold Wellisz (wiceprezes), Ludwik Pannenko, Szymon Karski, Henryk Kucharzewski, Karol Epstein, Alfred Luxemburg, Konstanty baron Nolken, Jan Kostanecki. Dyrekcję tworzyli: Jan Hołyński (prezes), Ludwik Pannenko (dyrektor administracyjny), Wilhelm Klein (prokurent).

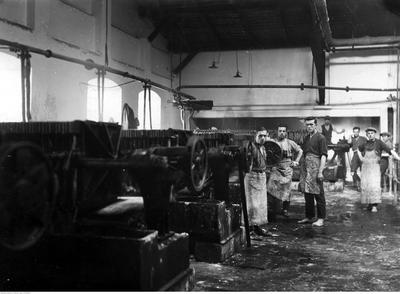
pracownicy przy pracy

Kapitał zakładowy wynosił w 1938 – 4,8 mln zł podzielonych na 38,4 tys. akcji na okaziciela oraz 9,6 tys. akcji uprzywilejowanych, o nominale 100 zł każda. Akcje notowano na giełdzie warszawskiej. W 1938 r. Częstocickie Towarzystwo Fabryk Cukru SA zatrudniało 1,5 tys. robotników, 11 członków personelu technicznego, 20 urzędników. Każda akcja na okaziciela dawała prawo do jednego głosu, a każda akcja imienna uprzywilejowana – do czterech głosów.

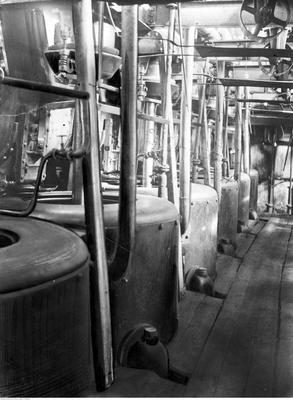
Cukrownia „Irena”

Łączne terytorium fabryk wynosiło ok. 131 ha. Istniała bocznica normalnotorowa o długości 1 km oraz sieć kolei wąskotorowych o długości 35 km. Eksploatowane plantacje zajmowały 1390 ha (Częstocice) oraz 1415 ha (Włostów).
W sezonie 1936/1937 przerobiono 277 tys. q (Częstocice) oraz 266,5 tys. q (Włostów). Jedyny produkt zakładów stanowił kryształ biały – w sezonie 1936/1937 41 496 q (Częstocice) oraz 41 343 q (Włostów).
Radę Nadzorczą Spółki stanowili w połowie lat 30. XX w.: Jan Hołyński (prezes), Ludwik Pannenko, Leopold Wellisz, Szymon Karski, Karol Epstein, Jan Kostanecki, Henryk Kucharzewski, Alfred Luxemburg i Konstanty bar. Nolken, a dyrekcję: Jan Hołyński (prezes), Ludwik Pannenko (administrator) oraz Wilhelm Klein (prokurent). Kapitał zakładowy Spółki wynosił 4 800 000 zł, podzielony na 38 400 akcji na okaziciela i 9600 akcji uprzywilejowanych o wartości nominalnej 100 zł. Zatrudnienie wynosiło 1530 osób, a produkcja roczna w obydwu cukrowniach – między 70 000 q a 82 000 q; plantacje zajmowały powierzchnię od 1600 ha do 2800 ha. W latach 1930–1936 Spółka wypłacała dywidendę w wysokości 2%−3%. Sprzedaż cukru odbywała się za pośrednictwem Banku Cukrownictwa.
Na podstawie rozporządzenia Rady Ministrów z 1947 oraz zarządzenia Ministra Przemysłu Rolnego i Spożywczego z dnia 13 marca 1950, Częstocickie Towarzystwo Fabryk Cukru SA zostało przejęte na własność państwa. Zarząd nad zakładami objęło Przedsiębiorstwo Państwowe Wyodrębnione – Zjednoczone Cukrownie Lubelskie.